# Oğuzhan Orhan
Oğuzhan Orhan (* 22. September 1998 in Ankara) ist ein türkischer Fußballspieler.

## Karriere
Orhan kam in Altındağ, einem Stadtteil der türkischen Hauptstadt Ankara, auf die Welt und begann mit dem Vereinsfußball 2011 in der Nachwuchsabteilung von Hacettepe SK. Anschließend spielte er für die Nachwuchsmannschaften von MKE Ankaragücü. Hier startete er 2018 auch seine Profikarriere. Für die Rückrunde der Saison 2018/19 wurde er an den Drittligisten Gümüşhanespor ausgeliehen.